# F-51B
arrows We F-51B（アローズ ウィー エフ ゴーイチ ビー）は、FCNTから発売された、NTTドコモの第5世代移動通信システム（5G）と第3.9世代移動通信システム（Xi）のデュアルモード端末で、ドコモ スマートフォン（5G）（spモード）の一つである。

## 概要
本端末は5G対応スマートフォンとしての基本性能と価格面の両立が図られたスタンダードモデルとなる。

## 特徴
防水・防塵のみならず、国内メーカー製の家庭用泡タイプのハンドソープあるいは家庭用液体タイプの食器用洗剤を使って洗浄可能なウォッシャブル設計、アメリカ国防総省の納品規格であるMIL規格（23項目）への準拠、検証により市販のアルコール除菌シートやプッシュタイプのアルコール液剤が使用可能で、耐衝撃ボディと高強度タイプのガラスを採用することで高さ1.5mから26方向でコンクリートに落下する試験もクリアしている。
F-41Bで採用された「マスク通話モード」を搭載しており、上部と下部の2ヶ所に備えたマイクで周囲の雑音と自分の声をそれぞれ検知し、自動的に雑音をカットする「スーパーダブルマイク」も搭載。バッテリー容量を歴代arrows内で最大容量となる4,000mAhとし、画面オフ時の5G通信の最適化による省電力設計や、バッテリー劣化を抑える長持ち充電機能も搭載されている。
また、ホーム画面は通常モードに加え、アプリのアイコンをタイル化し、ホーム画面上によくかける相手先を登録可能な短縮ダイヤルを表示するだけでなく、歩数計やスケジュールなどのウィジェットの追加も可能な「シンプルモード」への切り替えが可能。らくらくホンシリーズ同様に濁点や半濁点を大きくし、離れを明確にし、手書き文字に近づけたユニバーサルデザインのフォントを採用し、文字入力は「かんたんキーボード」・「ケータイキーボード」・「手書き入力」から選択可能である。文字や表示のサイズは設定画面から一括で変更可能で、はっきり文字やくっきり表示はワンタッチでON/OFFの切り替えが可能である。診断サポートも搭載されており、スマートフォンに関する動作の不調を診断し、設定の自動変更や解決策の提案を行う。
迷惑電話や還付金詐欺への対策機能を備えているほか、フィッシング詐欺にも対応し、パスワード入力時にサイト判定によって「悪意のあるサイト」に該当する場合には警告画面を表示して注意を促す機能を備えている。また、保護者が利用するアプリに制限をかけたり、スマートフォンの使用ができない時間帯や1日の使用上限時間を設定可能な「ジュニアモード」を備えており、これらの機能により、全国防犯協会連合会推奨の「優良迷惑電話防止機器」（優良防犯電話）並びに全国子ども会連合会の推奨商品にそれぞれ認定されている。さらには、大音量で回りに危険を知らせる緊急時ブザーや、疑似着信音を鳴らして通話をしているようなフリをすることが可能な「イミテーションコール」といった防犯ツールも備えている。
F-41Bにも採用されている「Smart FAST」を搭載しており、本端末では、「FAST App ドライブ」の搭載によりアプリの起動時間が短縮され、「FASTフィンガーランチャー」を併用することでロック解除から1秒でアプリを起動させることが可能である。また、歴代の富士通製端末に採用されていた「プライバシーモード」が復活。作動することで設定したアプリやウィジェット（動作も停止される）、登録した電話番号からの着信、設定したアプリの通知情報（通知パネルに表示される分のみ）を隠し、壁紙の切り替えも可能。指紋認証と組み合わせたり、秘密の操作を行うことでもON/OFFの切り替えが可能である（秘密の操作を行う場合は指紋認証などの本人確認も必要）。
メインカメラは約1,310万画素の広角カメラと約190万画素のマクロカメラのデュアルカメラ仕様で、シャッターを押すだけで自動修正を行う「Adobe Photoshop Express モード」やカメラ自身で被写体を追いかけてなめらかにズームする「Live Auto Zoom」が搭載されている。
なお、「arrows We」はNTTドコモだけでなく、KDDI/沖縄セルラー電話（auブランド/UQ mobileブランド）向け、ソフトバンク（SoftBankブランド）向けにも発売されているが、NTTドコモ向けモデルでは、カラーバリエーションが共通色のホワイトに、ネイビー、ドコモ限定カラーのパープル、ドコモオンラインショップ限定カラーのレッドを加え、他の通信チャネル向けよりも1色多い4色展開となっている。レッドについては、NTTドコモが端末メーカーと協同で実施している新型コロナウイルス感染症（COVID-19）の対応等を行う団体への寄付活動の一環として、発売日から2022年2月28日までに購入された場合、端末代金の1%相当が日本赤十字社へ寄付される。一方で、KDDI/沖縄セルラー向けやソフトバンク向けに設定されているブラックは本端末では設定されていない。
なお、2022年5月にOSバージョンアップが適用され、Android 12となった。

## 歴史
- 2021年
  - 10月5日 - 開発・発売を発表[3]。
  - 11月25日 - 発売日を発表[4]。
  - 12月3日 - 発売[4]。
- 2022年5月10日 - Android 12へのOSバージョンアップを開始。
- 2023年11月13日 - Android 13へのOSバージョンアップを開始。

## アップデート
最新のアップデートを実施すると、過去に実施されたアップデートがすべて適用される。
2021年12月20日のアップデート
- 品質改善が実施される
- セキュリティ更新が行われ、設定メニューのセキュリティパッチレベルが2021年12月となる
- ビルド番号がV08RD55EからV09RD58Cへ変更される

2022年3月7日のアップデート
- シンプルホームが改良され、配置されたすべてのアプリで通知ドットが表示されるようになる
- セキュリティ更新が行われ、設定メニューのセキュリティパッチレベルが2022年2月となる
- ビルド番号がV09RD58CからV10RD60Eへ変更される

2022年3月31日のアップデート
- Wi-Fiに関する不具合（まれに接続できない場合がある）が改善される
- ビルド番号がV10RD60EからV11RD61Cへ変更される

2022年5月10日のアップデート
- OSのバージョンアップにより、Android 12となる
- 電源キーオプション画面のレイアウトが変更となり、他人が本人の意としないところで生体認証を用いてロック解除されることを防ぐため生体認証を切ることが可能となり、画面ロックの選択を「パターン」・「PIN」・「パスワード」のいずれかを設定すると電源キーオプション画面に表示され、押下後にロック画面に移管する「ロックダウン」機能が追加される
- 端末初回起動時に対応ケーブルを用いて他端末（買い替え前の端末）と接続するだけでデータ移行が可能な「Android Quick Start」が追加される
- カメラやマイク使用中にアイコンが表示され、アプリがカメラやマイクを使用していることを一目でわかるように改良され、位置情報の許可を設定する際に正確な位置情報のほかに、おおよその位置情報の選択が可能となる（位置情報の選択はアプリが対応している場合のみ可能）
- クイック設定パネルや通知が大幅にリニューアルされ、モバイルネットワークとWi-Fiの一括管理が可能となる
- 1画面に収まらない表示をスクリーンショットする場合に画面に表示されていない部分も含めて1つのスクリーンショットとして撮れるようになり、範囲選択も可能な「スクロールスクリーンショット」が追加される（機種・アプリ・画面によっては非対応の場合がある）
- セキュリティ更新が行われ、設定メニューのセキュリティパッチレベルが2022年3月となる
- ビルド番号がV11RD61CからV39RD39Eへ変更される